# Constantin Nicolescu
Constantin Nicolescu, romunski general, * 5. november 1887, † 6. julij 1972.